# En Annan
En Annan – indyjski film z 1970, w języku tamilskim, w reżyserii P. Neelakandana.

## Obsada
- M.G. Ramachandran
- Jayaram Jayalalitha
- S.A. Ashokan
- M.N. Nambiyar
- Cho Ramaswamy

Źródła:

## Piosenki filmowe
- Neela Niram
- Nenjam Undu
- Kadavul Yean Kallanaar
- Aasai Irukku
- Aayiram Ennam Kondu
- Kannuku Theeriyatha
- Kondai Oru Pakkam

Twórcami ich tekstów byli Kannadasan i Vaali. Swoich głosów w playbacku użyczyli P.B. Srinivas, L.R. Eswari, S. Janaki, T.M. Soundararajan i P. Susheela.